# Ambositra
Ambositra er en by på Madagaskar. Byen har 30.434 indbyggere (2005).